# Air Tractor AT-500
Air Tractor AT-500 je rodina zemědělských letounů vyráběná americkou společností Air Tractor. Vyvinuta byla s ohledem na dobrou manévrovatelnost a efektivitu.

## Historie
První prototyp AT-500 vzlétl 24. dubna 1986.

## Popis
Jde o dolnoplošník s pevným záďovým podvozkem, s nádrží na rozprašované látky umístěnou mezi protipožární přepážkou motoru a kokpitem. Oproti svým předchůdcům od téže firmy se vyznačuje rozpětím křídel zvětšeným na 50 stop (~15,2 m) a trupem prodlouženým o 22 palců (~56 cm), což umožnilo zvětšení nádrže na rozprašované chemikálie. Vyvýšený kokpit umožňuje dobrý výhled pilota. Většina variant disponuje druhým sedadlem, umožňujícím nést cestujícího anebo pozorovatele.

## Varianty
AT-500
Prototyp
AT-501
Verze s pístovým motorem Pratt & Whitney R-1340
AT-502
Hlavní jednomístná výrobní varianta s turbovrtulovým motorem Pratt & Whitney Canada PT6A
AT-503
Dvoumístná verze s motorem PT6A
AT-503A
Dvoumístná verze AT-503 s dvojím řízením, určená jako cvičná
AT-503T
Dvoumístná cvičná verze s kratšími křídly z AT-401

## Specifikace (AT-503)
Údaje podle

### Technické údaje
- Osádka: 1 (pilot)
- Kapacita: 1 cestující a 502 amerických galonů (1 900 l) tekuté chemikálie
- Délka: 10,21 m (33 stop a 6 palců)
- Rozpětí: 14,63 m (48 stop)
- Výška: 2,99 m (9 stop a 9½ palce)
- Nosná plocha: 26,76 m² (288 čtverečních stop)
- Prázdná hmotnost: 2 109 kg (4 650 liber)
- Vzletová hmotnost: 4 754 kg (10 480 lb)
- Pohonná jednotka: 1 × turbovrtulový motor Pratt & Whitney Canada PT6A-45R
- Výkon pohonné jednotky: 1 100 shp (820 kW)

### Výkony
- Maximální rychlost: 340 km/h (220 mph)
- Praktický dostup: 10 795 m (36 000 stop)
- Dolet: 1 287 km (800 mil)
- Stoupavost: 17,78 m/s (3 500 stop za minutu)